# Blitzkrieg 2
Blitzkrieg 2 ist ein Echtzeit-Taktikspiel des russischen Entwicklers Nival Interactive, das auf den Ereignissen des Zweiten Weltkrieges basiert. Es handelt sich um eine Weiterentwicklung seines Vorgängers Blitzkrieg und der zweite Titel in der Blitzkrieg-Spieleserie. Thematisiert wird der Afrikafeldzug, Pazifikkrieg und die Kämpfe innerhalb Europas mit insgesamt 6 spielbaren Kriegsparteien.

## Spielprinzip
Der Fokus liegt auf dem Austragen wichtiger Schlachten des Zweiten Weltkrieges, darunter die Schlacht um Berlin oder die Schlacht um Guadalcanal. Dabei müssen zunächst Missionen innerhalb einer Militäroperation zur Vorbereitung abgeschlossen werden. Erst dann kann das Hauptziel angegriffen werden.

## Rezeption
Bis auf die 3D-Optik böte Blitzkrieg 2 keine Neuerungen. Das Szenario sei verbraucht. Der Aufbau der Missionen sei stets ähnlich. Taktik sei auch wenig gefragt, da der Spieler endlos Nachschub erhalte. Einzig im Mehrspielermodus gehe das Konzept auf. Im Gegensatz zum Vorgänger versuche man auch Gelegenheitsspieler anzuziehen. Die künstliche Intelligenz habe stellenweise mit einigen Aussetzern zu kämpfen.